# Cuisine érythréenne
La cuisine érythréenne inclut à la fois les traditions culinaires spécifiques de l'Érythrée et celles relatives à la longue histoire de la région en termes d'échanges commerciaux avec d'autres pays.

## Présentation

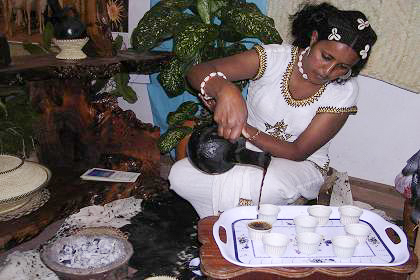
Préparation du café par une femme érythréenne.

Le principal plat traditionnel de la cuisine érythréenne est un type de ragoût appelé wat en général servi avec une sorte de crêpe appelée injera, elle-même fabriquée à base de teff, une céréale des hauts-Plateaux éthiopiens. La cuisine érythréenne est d'ailleurs très proche de la cuisine éthiopienne ou encore de la cuisine somalienne, excepté le fait que les cuisines érythréenne et somalienne utilisent nettement plus de fruits de mer du fait de leur proximité à la mer. Toujours en comparaison avec la cuisine éthiopienne, la cuisine érythréenne semble plus « légère » du fait d'une moindre utilisation du niter kibbeh (une sorte de beurre). Par contre, l'utilisation de la tomate semble plus fréquente comme dans le ragoût à base de poulet nommé tsebhi dorho par exemple. De plus, l'influence des anciennes puissances dominantes que ce soit l'Italie ou l'Empire ottoman semble plus importante dans la cuisine érythréenne avec par exemple l'usage des pâtes alimentaires ainsi que de l'utilisation accrue du curry et du cumin.

## Plats traditionnels

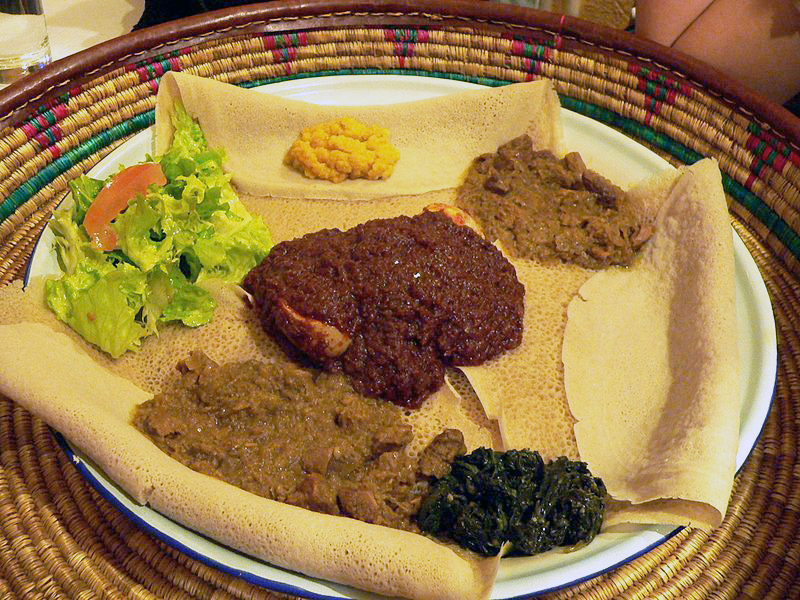
Injera composé de différents types de ragoûts (wat).

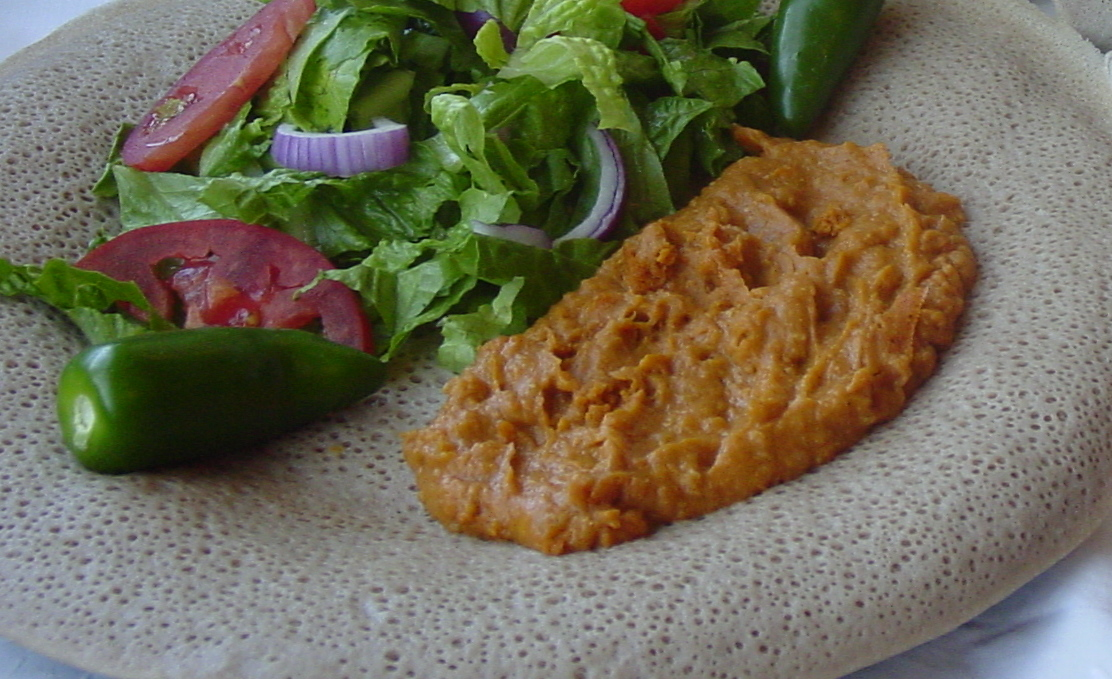
Le ragoût fait à partir de farine de pois chiches, le shiro.

Les plats de références varient selon les régions. Sur les hauts-plateaux érythréens (en) situés au centre du pays, l'injera est la base de l'alimentation des Érythréeens. Habituellement, les convives partagent la nourriture disposée sur un grand plateau placé sur une table basse. Sur le plateau, différentes sortes de ragoûts (wat) que les convives mangent à l'aide de petits morceaux découpés dans l'injera. Les ragoûts (wat) qui accompagnent l'injera sont généralement cuisinés à partir de viande de bœuf, de poulet, de mouton et de légumes. La plupart des érythréens, à l'exception des sahos servent leurs cuisines, très chaudes et très épicés. Le bérbéré, un mélange d'épices, accompagne presque tous les plats. Dans le détail, le ragoût de bœuf est appelé zigni, celui de poulet est appelé dorho tsebhi. Alicha est un plat à base de légumes préparé sans bérbéré. Enfin, citions le shiro, ragoût à base de farine de pois chiches.

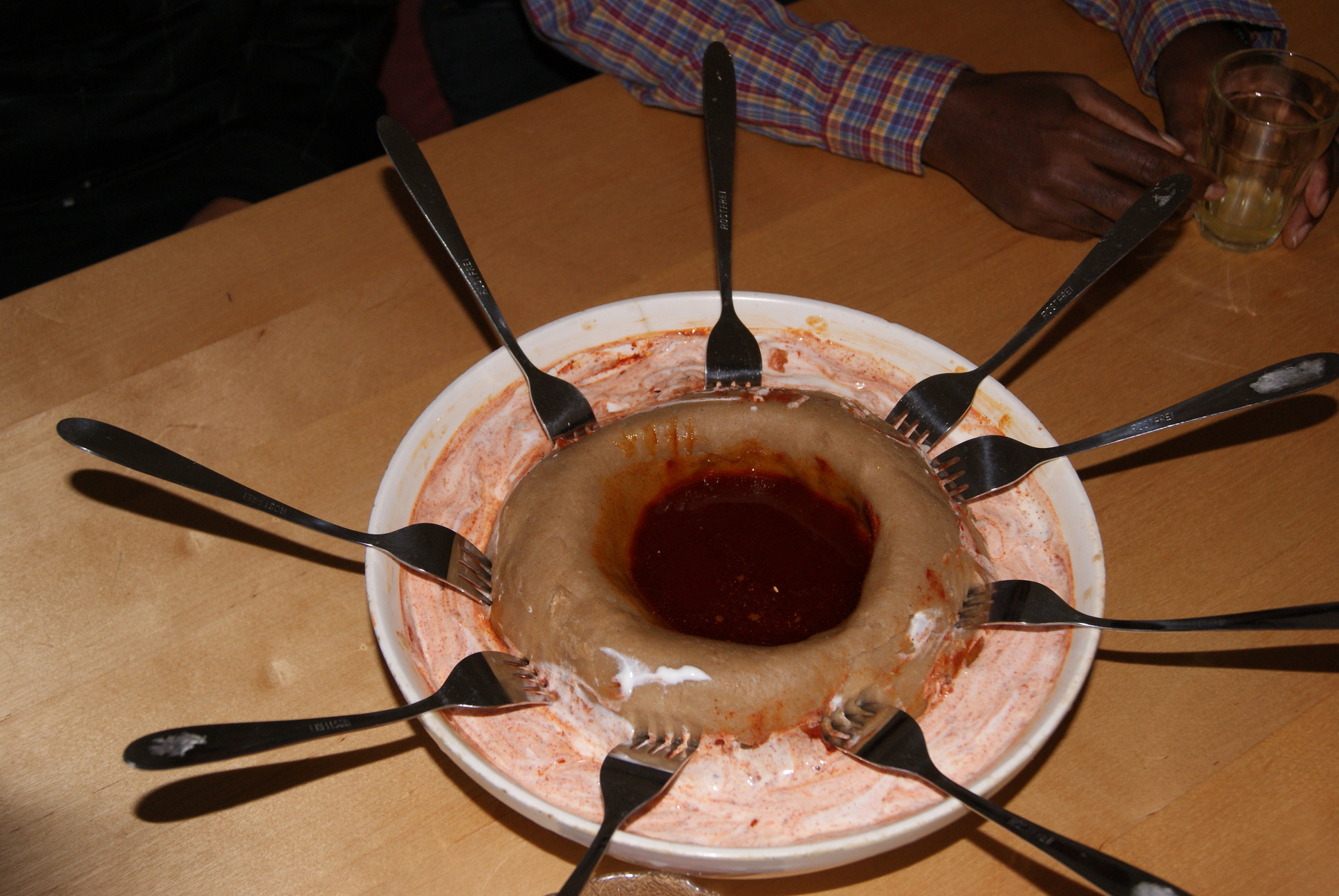
Un ga'at (akelet) prêt à être consommé.

Dans les basses terres, le plat principal le ga'at (en) (connu également sous l’appellation akelet). C'est une bouillie à base de pâte de farine de blé. Au centre, une trouée est réalisée et est alors remplie de bérbéré, et d'une préparation à base de beurre, de lait et de yaourt.
La cuisine érythréenne a été influencée par la présence italienne. Un certain nombre de préparations culinaires érythréennes sont donc des interprétations de plats italiens dont, entre autres, des sauces épicés à base de bérbéré accompagnant les pâtes.

## Petit déjeuner
- Fit-fit, plat composé de pain râpé, huilé, et épicé, souvent mélangé avec des restes de ragoût et souvent servi du yaourt frais assaisonné avec du bérbéré.

- Foul, plat de fèves sautées et écrasées avec des oignons, tomates, piment, cumin, yaourt et huile d'olive, habituellement servi avec des morceaux de pain.

## Déjeuner / Dîner
La plupart des plats traditionnels érythréens sont des ragoûts de viandes ou de légumes servis sur une crêpe injera.
- Alicha, plat à base de légumes préparé sans bérbéré
- Dorho, ragoût de poulet
- Shiro, ragoût à base de farine de pois chiches, oignons et tomates
- Tsebhi/Zigni, ragoût d'agneau, mouton ou boeuf

## Boissons
Les Érythréens ont tendance à boire plus de café que de thé sucré contrairement à la pratique somalienne. 
Les Érythréens chrétiens boivent du Sowa (une bière à base d'orge) ou encore du Mies (à base de miel fermenté) tandis que les Érythréens musulmans s'abstiennent de boire de l'alcool. Sowa est le nom de la brasserie fabriquant la bière la plus courante en Érythrée. Elle est brassée à partir de maïs grillé, d'orge ainsi que d'autres céréales et est aromatisée avec des feuilles de gesho.